# Géorgiens
Cet article concerne le peuple géorgien. Pour la langue géorgienne, voir Géorgien.
Les Géorgiens, ou Kartvéliens (géorgien : ქართველები, Kartvelebi), sont un peuple autochtone caucasien présent principalement en Géorgie, dans le Caucase du Sud.
La culture préchrétienne des Géorgiens, avec des divinités comme Armazi, Mtzkhéthos ou Zaden, était connue dans la Grèce antique, comportant des aspects religieux, linguistiques et sociétaux (gastronomie, chants et danses traditionnels, coutumes). La Géorgie apparaissait alors le plus souvent sous le nom d'Ibérie, ayant une tradition militaire affirmée qui lui permit de résister à la pression des empires voisins. Cette culture a évolué et s'est exportée par des émigrations de toute nature : forcées, religieuses, politiques, économiques et parfois individuelles.
Les Géorgiens au sens large (qui dépasse le groupe des citoyens de la Géorgie) sont locuteurs de langues qui n'appartiennent pas à la famille indo-européenne : les langues kartvéliennes qui se subdivisent en quatre sous-groupes, le géorgien lui-même, le laze, le mingrélien et le svane.
Sur le plan religieux, la première religion monothéiste attestée sur le territoire géorgien fut le judaïsme plusieurs siècles avant Jésus-Christ. Il était encore minoritaire lorsque le christianisme y apparut au premier siècle de notre ère ; les Géorgiens en firent leur religion d'État au IVe siècle. Plus tard, minoritairement, sous les influences perse et turques, une partie des Géorgiens se convertit à l'islam chiite ou sunnite. La Catholicosat-Patriarcat de toute la Géorgie reste cependant largement majoritaire aujourd'hui.

## Histoire

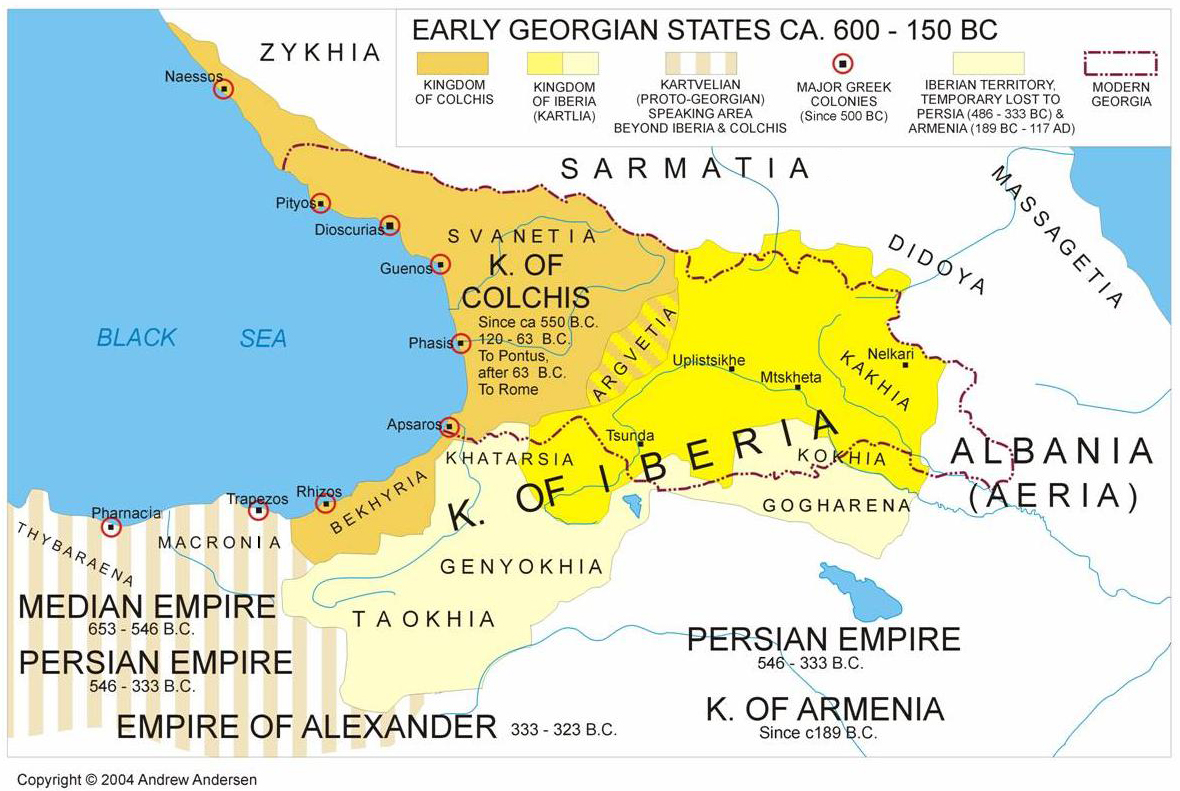
Localisation des premiers peuplements de Géorgie.

La plupart des historiens et chercheurs de Géorgie, de même que les anthropologues, archéologues et linguistes, s'accordent à dire que les ancêtres des Géorgiens, des tribus proto-kartvèles, habitaient le Sud du Caucase et le Nord de l'Anatolie depuis le Néolithique.
Durant l'antiquité, les Géorgiens étaient connus des Grecs et des Romains sous le nom de Colchidiens ou Ibères du Caucase,. Les tribus géorgiennes orientales Tibarènes (en) formèrent un royaume au VIIe siècle av. J.-C. Cependant, les tribus géorgiennes occidentales (Mushkis, Svanes, Mingréliens…) formèrent la Colchide bien avant le Royaume d'Ibérie, déjà bien en place au XVIIe siècle av. J.-C.. Les chroniques juives mentionnent les Géorgiens ou Ibères sous le nom de Thobel (voir Tubal). Les Colchidiens et les Ibères ont joué les rôles principaux dans l'ethnogénèse du peuple géorgien actuel,
Les « Diaoques » ou les Taoques vivaient dans la région nord-orientale d'Anatolie ancienne. Ces tribus antiques sont considérées comme des ancêtres des Géorgiens. Les Géorgiens mentionnent encore de nos jours cette région, qui se trouve au sein de la Turquie contemporaine, comme un ancien royaume géorgien : le Royaume des Kartvèles. Même convertis à l'islam et, pour la plupart, passés au turc, les habitants y parlent parfois encore le géorgien.

## Population
La population compte une importante diaspora : la diaspora géorgienne.

### Groupes ethniques
Historiquement, la population géorgienne présente différents groupes ethniques selon les régions géographiques occupées par leurs ancêtres. Même lorsqu'un Géorgien s'installe dans une nouvelle région, il s'identifie toujours par sa région d'origine. Cette particularité peut s'atténuer au fil du temps ; par exemple, les Mingréliens qui s'étaient installés en Abkhazie, étaient connus sous le nom de Mingréliens d'Abkhazie. [réf. nécessaire]
Pour un article plus général, voir Patronyme géorgien.
| Nom                | Nom en géorgien         | Région d'origine                                 | Dialecte ou langage    |
| ------------------ | ----------------------- | ------------------------------------------------ | ---------------------- |
| Adjars             | აჭარელი atchareli       | Adjarie                                          | Dialecte adjar (en)    |
| Féreidiens (ru)    | ფერეიდნელი peireïdneli  | Fereïdoune (en)                                  |                        |
| Gouriens (ru)      | გურული gourouli         | Gourie                                           | Dialecte gourien       |
| Iméréthiens (ru)   | იმერელი imereli         | Iméréthie                                        | Dialecte iméréthien    |
| Ingiloys           | ინგილოები ingiloebi     | Saingilo                                         | Dialecte ingiloy       |
| Djavakhien (en)    | ჯავახელი djavakheli     | Djavakhétie                                      | Dialecte djavakhien    |
| Kakhetien (ru)     | კახელი kakheli          | Kakhétie                                         | Dialecte kakhetien     |
| Kartlien           | ქართლელი kartleli       | Karthli                                          | Dialecte kartelien     |
| Khevsourien (en)   | ხევსურელი khevsoureli   | Khevsourétie                                     | Dialecte khevsourien   |
| Laze               | ლაზი lazi               | Lazistan (à cheval sur la Géorgie et la Turquie) | Laze                   |
| Letchkhoumien (ru) | ლეჩხუმელი letchkhoumeli | Letchkhoumi                                      | Dialecte letchkhoumien |
| Mingrélien         | მეგრელი megreli         | Samegrelo                                        | Mingrélien             |
| Meskhète           | მესხი meskhi            | Meskhétie                                        | Dialecte meskhétien    |
| Mokhevien (ru)     | მოხევე mokheve          | Khevi (en)                                       | Dialecte mokhevien     |
| Mtioulien (ru)     | მთიული mtiouli          | Mtioulétie                                       |                        |
| Pchavien (ru)      | ფშაველი pshaveli        | Pchavie                                          | Dialecte pchavien      |
| Ratchien (ru)      | რაჭველი rachveli        | Ratcha                                           | Dialecte ratchien      |
| Svane              | სვანი svani             | Svanétie                                         | Svane                  |
| Touchien (en)      | თუში tushi              | Touchétie                                        | Dialecte touchien      |

Le recensement de l'Empire russe de 1897, qui comptait le nombre de personnes par langue, considérait l'iméréthien, le svane et le mingrélien comme des langues distinctes du géorgien. Le svane et le mingrélien étaient encore considérés à part pour le recensement soviétique de 1926 ; ces deux langues sont kartvéliennes, et très proches du géorgien.
Les Lazes peuvent aussi être considérés comme Géorgiens si on se base sur leur origine géographique et leur religion. Selon l'anthropologue Mathijs Pelkmans de la London School of Economics, les Lazes de Géorgie ne reconnaissent plus comme lazes les Lazes musulmans de Turquie.

## Culture

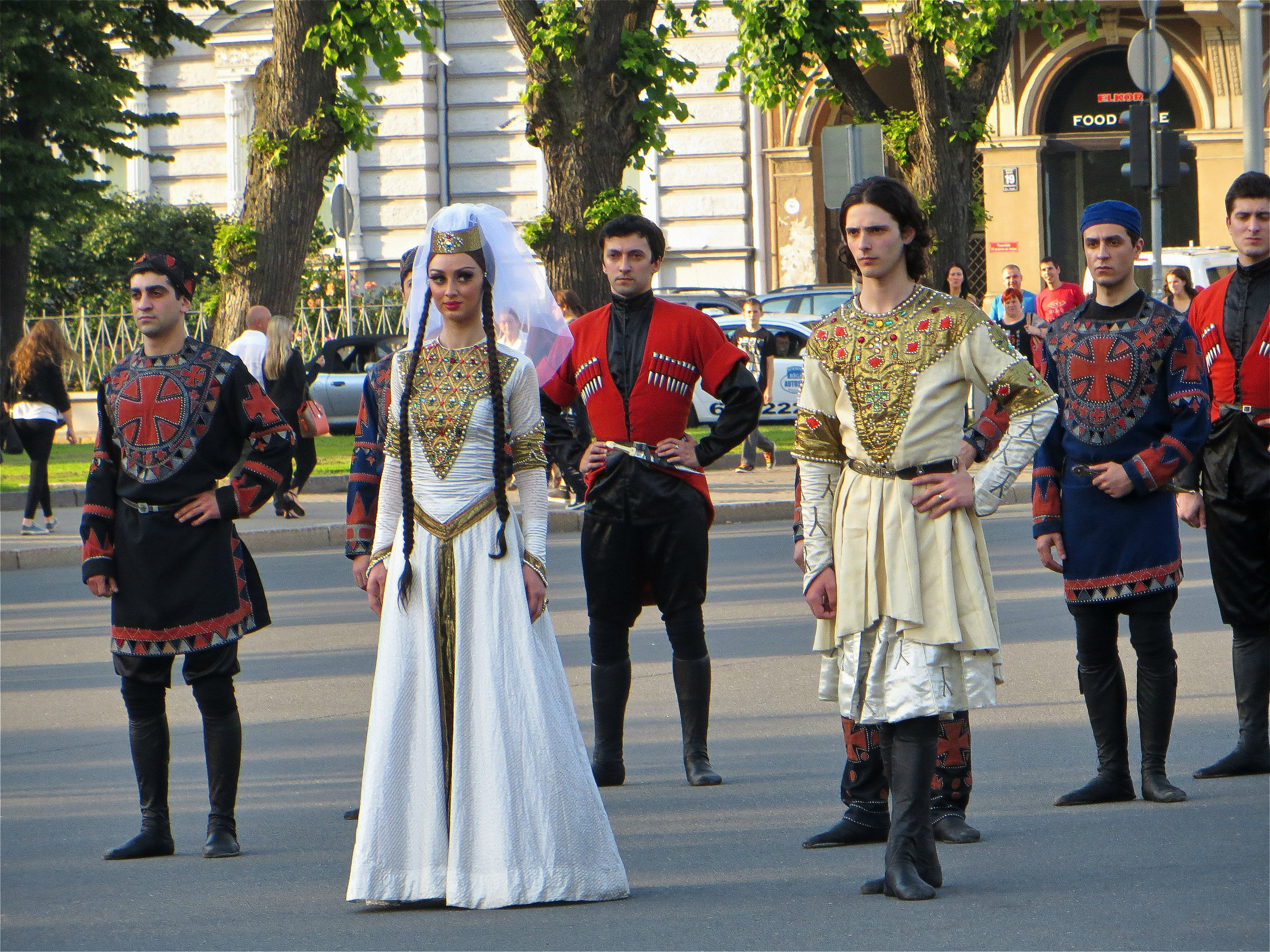
Danseurs géorgiens en costumes médiévaux.

La culture des Géorgiens ne se limite pas à la langue, la religion, la gastronomie, les chants et les danses traditionnelles, ou à la tradition militaire : elle a porté tout au long de son histoire un art de vivre recherché, exporté avec les diasporas. Cette culture peut parfois se heurter à la mondialisation.

### Langue
Pour un article plus général, voir Géorgien.
Le géorgien fait partie de la branche sud des langues kartvéliennes. Les langues qui lui sont le plus proches sont le laze, le mingrélien et le svane. La langue géorgienne comprend différents dialectes (en) : le kartlien (qui présente deux patois, le meskhien et le djavaskhien), le kakhetien (présence du patois kizikien), le pchavien, le khersourien, le touchien, le mtioulien, l'iméréthien (avec le patois letchkhoumien), le ratchinien, l'adjar, l'imérkhevien, l'ingilien et le fereïdanien. Les différences entre eux ne sont pas très significatives, de l'ordre du niveau de langage. Pour les dialectes des montages de la Géorgie orientale (touchien, khevsourien etc.), les archaïsmes sont caractéristiques, alors que les néologismes sont plus présents dans les autres dialectes.
La langue géorgienne littéraire contemporaine s'appuie sur des normes de langage établies par les auteurs classiques géorgiens modernes comme Ilia Tchavtchavadzé, Akaki Tsereteli, Vaja-Pchavela, Mikhaïl Djavakhichvili (en). Le kartlien lui est étroitement lié, quand le kakhetien, le mtioulien, le ratchien et l'iméréthien forment le noyau dur de la langue du peuple géorgien.
Les premières formes écrites du géorgien remontent au Ve siècle, époque où la langue était le vieux géorgien ; des fouilles archéologiques ont permis d'identifier des épigraphes dans cette langue près de Jérusalem en Palestine, et aussi dans le sion de Bolnissi (à 60 km au Sud de Tbilissi), datant de 493—498,.

### Religion
Le judaïsme a été la première religion monothéiste présente sur le territoire géorgien. Le christianisme l'a ensuite rejoint. L'islam a été introduit par les Perses et les Ottomans.

#### Judaisme
Les Géorgiens ont accueilli des communautés juives dès le IVe siècle av. J.-C. Durant 25 siècles ils n'ont procédé à aucun pogrom, et aux heures les plus difficiles, sous l'Empire russe, à l'époque de l'URSS ou lors de l'attaque des armées allemandes dans le Caucase en 1941, ils ont cherché à les protéger.

#### Christianisme

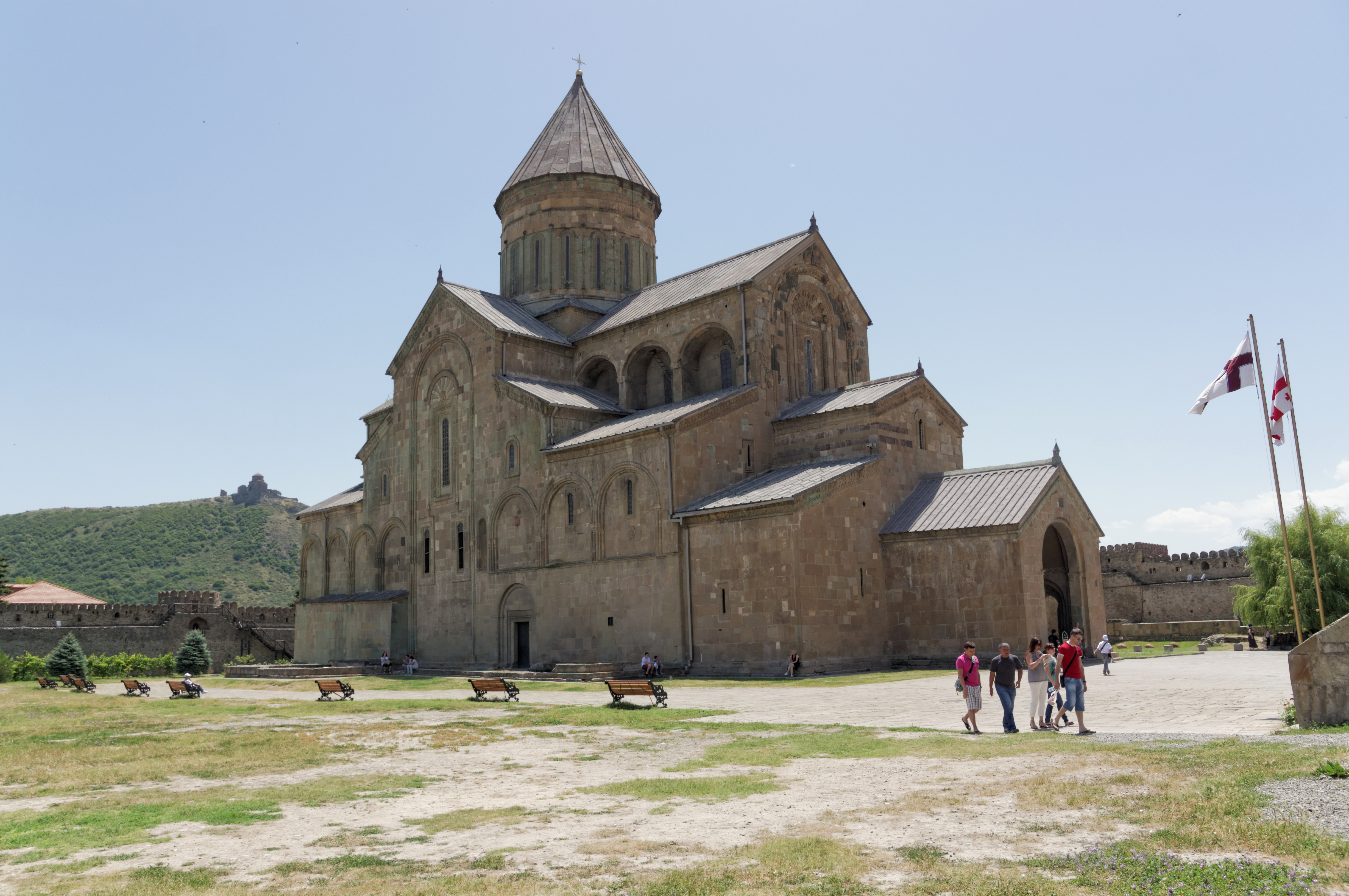
La Cathédrale de Svétitskhovéli dans l'ancienne capitale de la Géorgie Mtskheta. Elle est considérée de nos jours comme l'un des symboles spirituels de la Géorgie.

La religion de la majorité des Géorgiens est le christianisme orthodoxe : l'Église orthodoxe géorgienne reconnait le concile de Chalcédoine et possède une base canonique commune avec les églises orthodoxes autocéphales. Selon certains experts, l'apparition de communautés chrétiennes sur le territoire géorgien est avérée à partir du IIIe siècle : la Karthli (Géorgie orientale) aurait pris le christianisme comme religion officielle entre 276 et 355. Selon d'autres, dont l'historien Ivane Djavakhichvili elle date de 337, et selon d'autres du 6 mai 319. Le processus de christianisation de la Géorgie occidentale s'est achevé au Ve siècle.
L'Église orthodoxe géorgienne (officiellement : Église Apostolique Orthodoxe Autocéphale - საქართველოს მართლმადიდებელი სამოციქულო ეკლესია) est une église orthodoxe locale autocéphale, se situant à la sixième place parmi les diptyques (ru) (classification officielle des églises orthodoxes) des églises locales orthodoxes et à la neuvième place parmi les diptyques des anciens patriarcats orientaux,. C'est l'une des plus anciennes églises chrétiennes au monde,,. Sa juridiction s'étend sur tout le territoire de la Géorgie et sur tous les Géorgiens, où qu'ils vivent.
Il existe par ailleurs une petite communauté grecque-catholique géorgienne de quelques milliers de personnes, non organisée en église autonome ; les fidèles sont rattachés à des églises de rite latin ou arménien catholique.
Le catholicisme romain est une religion minoritaire en Géorgie.

#### Islam
L'influence perse, dans l'Est du pays, et l'influence ottomane, dans l'Ouest du pays, ont contribué à l'islamisation d'une partie des Géorgiens.
Il existe au moins quatre groupes ethniques géorgiens à majorité musulmane, les Adjaries (vivant en Adjarie), les Chveneburi (en), des Adjares s'étant installés en Turquie à la suite des guerres russo-turques du XIXe et du début du XXe siècle, les Ingiloïs d'Azerbaïdjan (vivant dans les districts de Qakh, Belokan et Zaqatala, situés dans la partie nord-ouest, entre les frontières avec la Géorgie et le Daghestan) et les Géorgiens d'Iran (en) (surtout dans la ville de Fereidune Shahr et les villages aux alentours, dans la province d'Ispahan). La majorité de ces deux derniers groupes sont musulmans chiites.
Les Lazes, également à majorité musulmane et vivant principalement en Turquie, sont un peuple d'ethnie géorgienne, dont la langue est proche du géorgien. Les Lazes de Turquie parlent toutefois principalement turc, ceux de Géorgie parlent principalement le géorgien et une partie de ces derniers sont chrétiens orthodoxes.
Quelques groupes ethniques de Géorgie professent l'islam : les Tchénébouriens, une partie des Lazes, des Adjars, des Ingiloïens sont sunnites, tandis que les Fereïdjiens sont chiites. L'origine d'un autre groupe ethnique à majorité musulmane, les Meskhètes, est sujet à controverses nationalistes, une partie de leurs dirigeants, appuyés par des intellectuels géorgiens, privilégient la thèse d'une origine géorgienne, une autre, majoritaire et appuyée par des historiens turcs, s'identifiant comme d'origine turque. En Turquie et en Iran, les Georgiens sont majoritairement Musulmans.

### Gastronomie

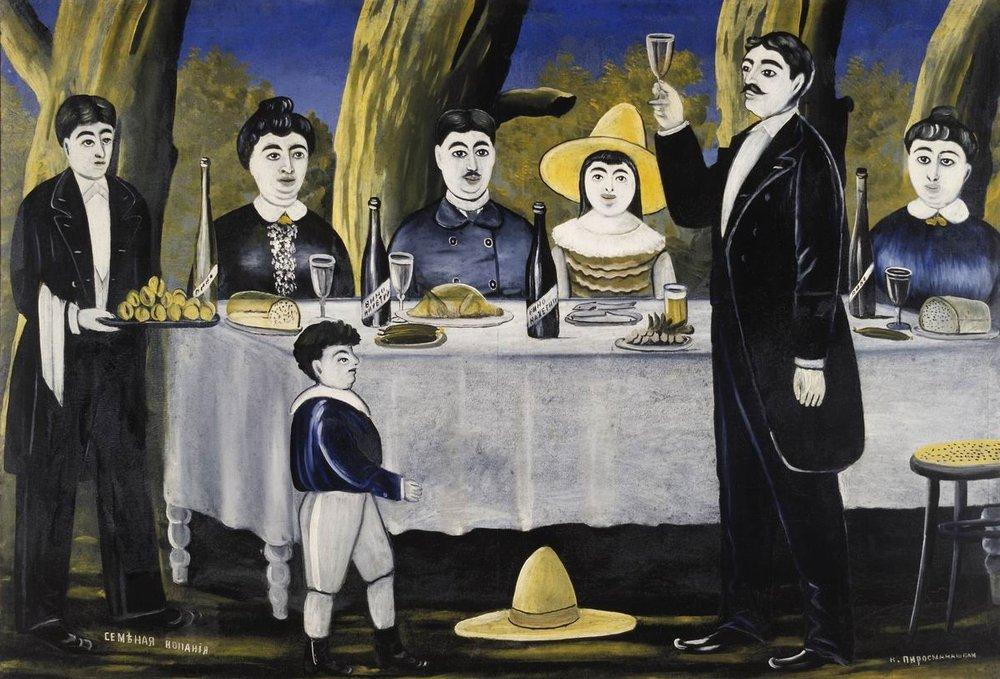
Des Géorgiens célébrant Supra, où le porte un toast. Peinture de Niko Pirosmani.

La cuisine géorgienne est spécifique à la Géorgie, mais reflète aussi des influences de la cuisine européenne ainsi que des pays voisins d'Asie de l'Ouest. Chaque province historique de Géorgie a des traditions culinaires distinctes, comme les cuisines mingréliennes, kakhetiennes et iméréthiennes. En plus d'un certain nombre de plats de viande, la cuisine géorgienne offre une grande variété de plats végétariens.
Le vin constitue pour les Géorgiens un élément de culture indispensable, la viticulture y est pratiquée depuis plusieurs milliers d'années et différentes expertises internationales émettent l'hypothèse que leur pays en est le berceau.
L'importance de la nourriture et des boissons dans la culture géorgienne apparaît particulièrement pendant la fête caucasienne de Supra, ou Keipi, où un grand nombre de plats  est préparé, accompagnés par beaucoup de vin, au cours d'un dîner pouvant durer des heures. Durant cette fête, le Tamada (en) (chargé de porter les toasts) a un rôle important.
Dans les pays de la CEI, la cuisine géorgienne est très populaire du fait de la forte immigration de Géorgiens, en particulier en Russie, où toutes les grandes villes ont un ou plusieurs restaurants géorgiens, et où les autres restaurants proposent souvent des plats géorgiens dans leurs menus.

### Chants et danses traditionnels
Les chants polyphoniques et les danses, accompagnés d'instruments traditionnels, pratiqués par les Géorgiens de Géorgie et par ceux de la diaspora contribuent à la renaissance d'une culture et à son appropriation par des acteurs étrangers : le spectacle à l'américaine Georgian Legend produit à partir de 1999 par Jim Lowe et Pascal Jourdan sur les 5 continents a laissé place à des ensembles vocaux et musicaux d'essence kartvèle, mais dont les artistes ne sont pas toujours d'origine géorgienne.

### Filmographie
- Une famille géorgienne, film de Suzanne Ogge, Ateliers Varan, Paris, 2005, 37 min (VHS)